# Never Say Never Again
Never Say Never Again (bra: 007 - Nunca Mais Outra Vez; prt: Nunca Digas Nunca) é um filme teuto-britano-estadunidense de 1983, dos gêneros ação, aventura e espionagem, dirigido por Irvin Kershner, marcando o regresso de Sean Connery ao papel que o tornou famoso nos anos 60.
Trata-se uma refilmagem de Thunderball, e não é considerado integrante da série oficial, pois não foi produzido pelo detentor dos direitos do personagem para o cinema, o produtor Albert Broccoli.[carece de fontes?]

Dizem que este título foi proposto pela esposa de Connery, Michelline (a tradução literal de Never Say Never Again é "nunca diga nunca outra vez"), depois de Sean Connery declarar que jamais faria um filme de 007 de novo, após as filmagens Diamonds Are Forever, estrelado por ele doze anos antes.[carece de fontes?]
Lançado em 1983, mesmo ano que Octopussy, estrelado por Roger Moore - então o Bond oficial - e produzido por Broccoli e sua empresa EON, detentores dos direitos do personagem, Nunca Mais Outra Vez  não teve o mesmo sucesso que os anteriores filmes, tendo tido algumas críticas positivas, nomeadamente da critica especializada, que de certa forma estava a rejeitar o caminho que Roger Moore estava dando à personagem de Ian Fleming.[carece de fontes?]